# Sciadosoma umbrosum
Sciadosoma umbrosum är en skalbaggsart som beskrevs av Julius Melzer 1934. Sciadosoma umbrosum ingår i släktet Sciadosoma och familjen långhorningar. Inga underarter finns listade i Catalogue of Life.